# إحياء عمارة الباروك

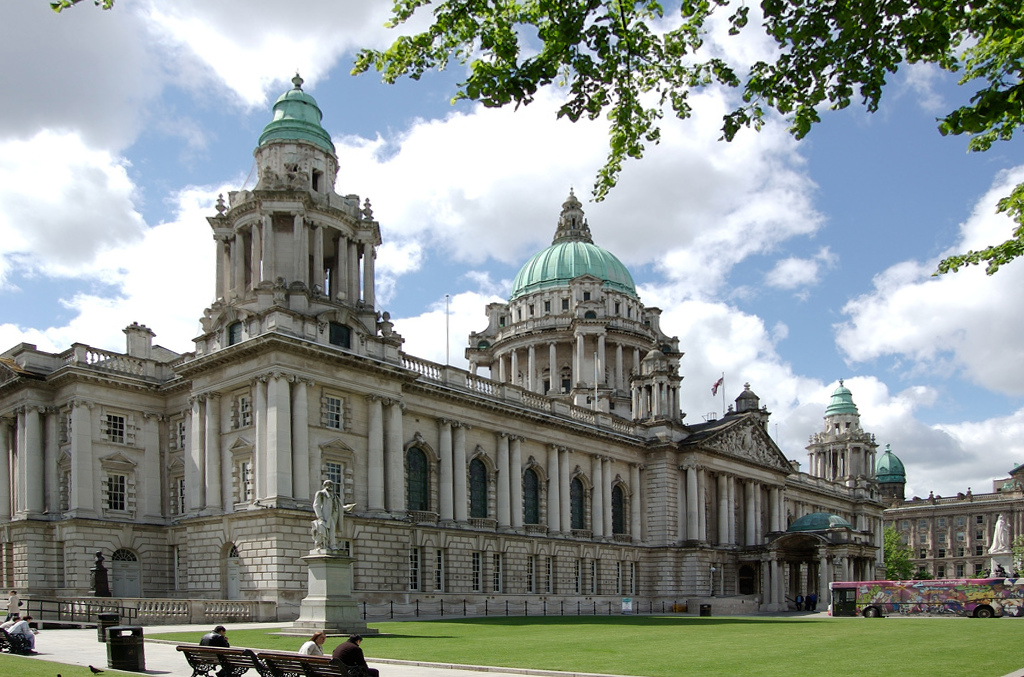
قاعة بلدية بلفاست، نموذج من العمارة الإدواردية الباروكية.

إحياء عمارة الباروك أو الباروك الجديد (بالإنجليزية: Baroque Revival) هو طراز معماري إحيائي يعود إلى القرن التاسع عشر. تم استخدام المصطلح لوصف جوانب مهمة من عمارة الباروك، ولكنه ليس في فترة الباروك، والتي امتدت من القرن السابع عشر وحتى القرن الثامن عشر. وتعتبر عناصر هذا الطراز جزءًا أساسيًا من منهج مدرسة الفنون الجميلة في باريس.

## جاليري

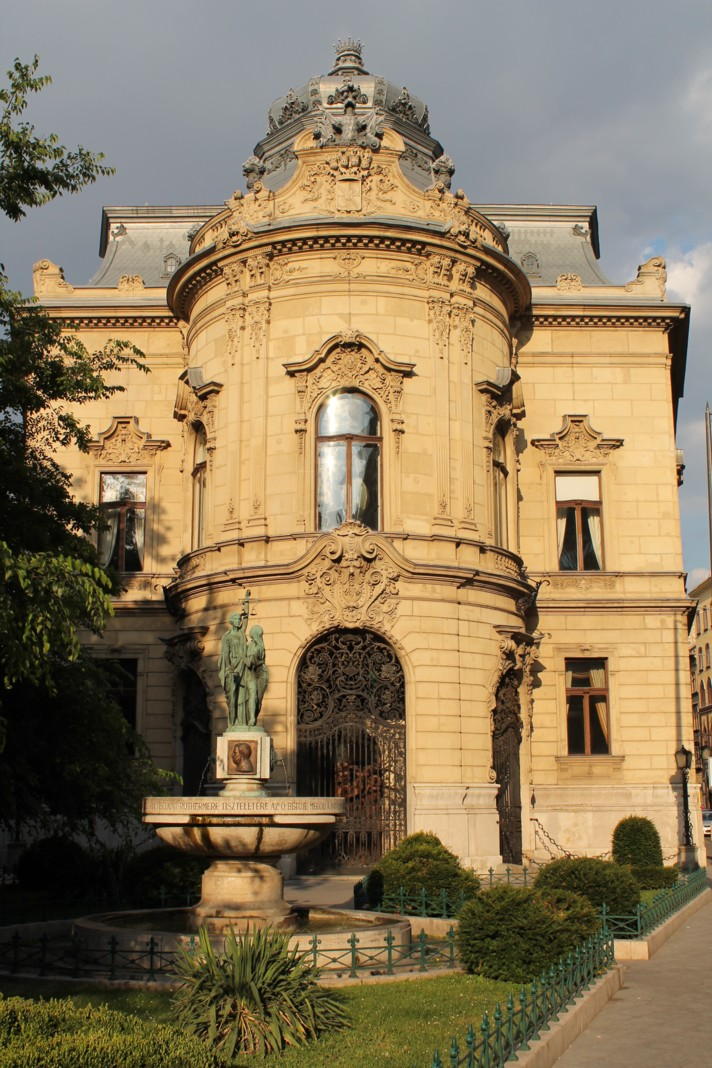
قصر وينكهايم في بودابست
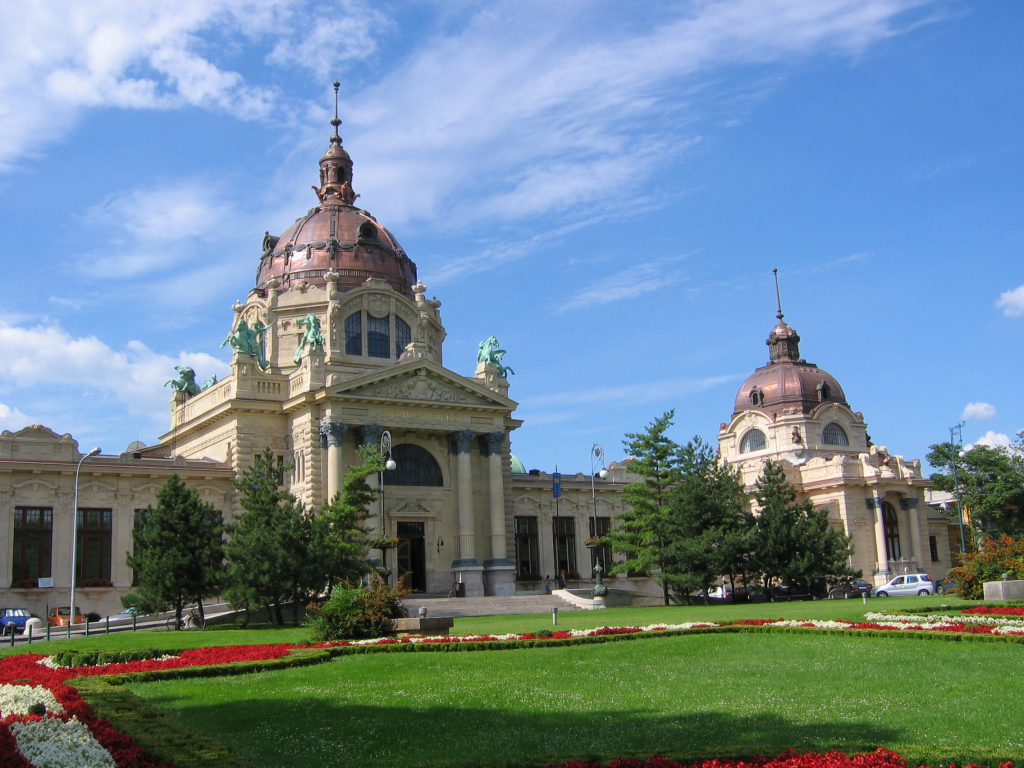
الإحياء الباروكي في بودابست
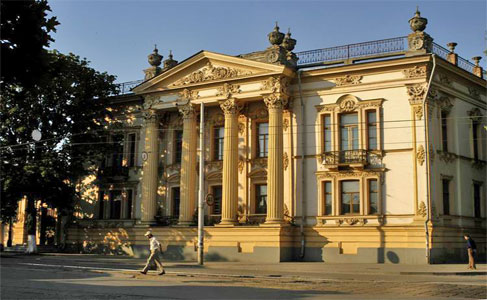
الإحياء الباروكي في تاغانروغ